# أونوريه بارتيليمي
أونوريه بارتيليمي (بالفرنسية: Honoré Barthélémy)‏ مواليد 25 سبتمبر 1891 في باريس - الوفاة 12 مايو 1964، كان دراج فرنسي في صنف سباق الدراجات على الطريق وعلى المضمار.

## سجل النتائج

### سباقات أو مراحل فاز بها
- طواف فرنسا

### المراكز
- حقق المركز الـ 5 في سباق طواف فرنسا 1919
- حقق المركز الـ 8 في سباق طواف فرنسا 1920
- حقق المركز الـ 3 في سباق طواف فرنسا 1921

## روابط خارجية
- أونوريه بارتيليمي على موقع أرشيف الدراجات (الإنجليزية)
- أونوريه بارتيليمي على موقع إحصائيات الدراجات الإحترافية (الإنجليزية)
- أونوريه بارتيليمي على موقع CycleBase (الإنجليزية)